# Bodisco
Bodisco eller de Bodisco, von Bodisco, von Bodisko, är en tysk-baltisk och rysk adelsätt, av vilka medlemmar introducerades på Estlands riddarhus.

## Medlemmar i urval
- Boris von Bodisco (1897–1973), tysk arkitekt

1. Boris son, Dirk von Bodisco (1940–2008), tysk kostym- och scengrafiker

- Nikolaus Andrejevitsch Bodisco (1756-1815), rysk konteramiral, under 22 dagar våren 1808 guvernör på Gotland.
- Theophile von Bodisco (1873–1944), tysk författarinna
- Baron Alexander de Bodisco (1785-1854), rysk ambassadör i USA under 17 år under 1840-talet och senare Chargé d’affaires i Stockholm, uppförde Bodisco House i Georgetown, Washington, D.C., och vid 54 års ålder gift med 16-åriga Harriet Williams, [1] ett äktenskap som av kritiker jämfördes med sagan om skönheten och odjuret. Early Days Of Washington, av S. Somervell Mackall Paret fick sju barn, varav sonen Constantin Alexandrovich de Bodisco var kammarherre (Chamberlain) till tsaren, och ättlingar som Alexander de Bodisco,  page till Tsar Alexander III av Ryssland, och Olga de Bodisco, jungfru till Alexandra Feodorovna. Efter makens död 1854, gifte baronessan om sig med den brittiske officeren och kaptenen Douglas Scott.

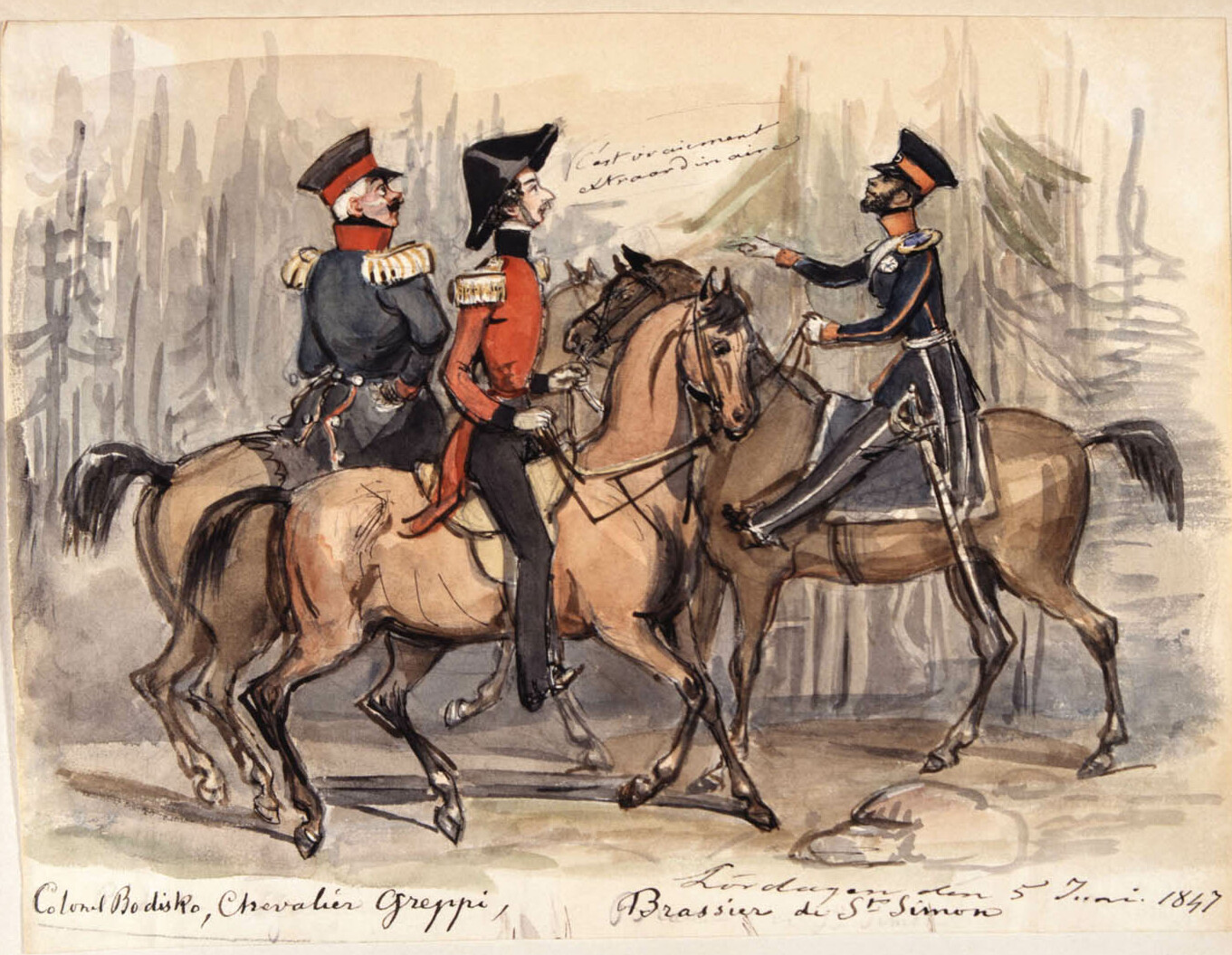
Colonel Bodisco, Chevalier Greppi, Brassier de St Simon. Fritz von Dardel, 1847 - Nordiska Museet - NMA.0043757

Svenske konstnären Fritz von Dardel avbildade lördagen den 5 juni 1847 tre ryttare med namnen Colonel Bodisco, Chevalier Greppi, Brassier de S:t Simon på akvarellen Militärer till häst, av vilka Colonel Bodisco möjligen kan vara Alexander de Bodisco eftersom akvarellen sammanfaller i tid med hans tid som Chargé d’affaires i Stockholm.